# Wilhelm Friedrich Bion
Wilhelm Friedrich Bion (* 15. Januar 1797 in Bürglen; † 27. September 1862 in Schönholzerswilen; heimatberechtigt in St. Gallen) war ein Schweizer Pfarrer und Schriftsteller aus dem Kanton Thurgau.

## Leben
Wilhelm Friedrich Bion war ein Sohn des Pfarrers Peter Bion. Im Jahr 1820 heiratete er Susanne Keller, Tochter des Pflegers Konrad Keller. Er besuchte die höhere Lehranstalt St. Gallen, wo ihn vor allem Professor Johann Michael Fels beeinflusste. Er hatte fünf Kinder, Friedrich Wilhelm Bion (1826–1864), Hermann Walter Bion (1830–1909), Emma Bertha Bion (1831–1863), Susanne Margaretha Bion (1834–1902) und Johanna Elisabetta Jeanette Bion (1836–1884). 
Im Jahr 1817 absolvierte er die Examination. Von 1817 bis 1818 arbeitete er als Vikar in Wattwil und Sulgen. Ab 1818 bis 1823 war er Pfarrer in Henau-Niederglatt und von 1823 bis 1837 in Affeltrangen-Märwil. Von 1837 bis 1843 versah er die Pfarrstelle in Rehetobel und ab 1843 bis 1862 in Schönholzerswilen. 
Bion setzte sich in allen Pfarrgemeinden für den Ausbau der Schulen und die Freizeitgestaltung der Jugend ein. Im Jahr 1831 gründete er die radikalliberale Zeitung Der Wächter. Bis 1834 war er deren Redaktor. Von 1839 bis 1843 war er Mitarbeiter der Appenzeller Zeitung. Zusammen mit seinem Bruder gründete er die linksradikale Zeitung Der Volksmann und stand dieser von 1847 bis 1850 als Redaktor vor. Er war ein Vorkämpfer und eine herausragende Figur der politischen Regeneration im Thurgau mit starkem Sendungsbewusstsein, gefeierter Volksredner und Freund Thomas Bornhausers. Im Jahr 1849 sass er im thurgauischen Verfassungsrat. Nach 1850 zog er sich aus der Öffentlichkeit zurück. Er verfasste populäre Volksschauspiele zu Themen aus der Schweizer Geschichte. Bion setzte sich bereits 1832 für ein kirchliches Frauenstimmrecht ein.